# Lukas Kleckers
Lukas Kleckers (* 18. Mai 1996 in Essen) ist ein deutscher Snookerspieler. Der zweimalige deutsche Meister spielte mit einem Jahr Unterbrechung von 2017 bis 2024 als Profi auf der World Snooker Tour.
Seinen ersten größeren Erfolg erzielte der sechsmalige deutsche Jugendmeister 2013, als er die nationale Meisterschaft der Herren gewann. In den folgenden Jahren sicherte er sich bei vier internationalen Amateurmeisterschaften die Bronzemedaille, darunter die EM 2015 und die WM 2015, bevor er sich 2017 als dritter Deutscher für die Profiserie qualifizierte.
Während seiner ersten beiden Profijahre erreichte Kleckers viermal die Runde der letzten 32 bei Weltranglistenturnieren und verlor schließlich seinen Profistatus. Nach einem Jahr als Amateur, in dem er unter anderem 2019 zum zweiten Mal deutscher Meister geworden war, gelang ihm über die Challenge Tour zur Saison 2020/21 die Rückkehr auf die Profiebene.
Nach seiner Rückkehr auf die Profitour zog er bei den British Open 2021 erstmals ins Achtelfinale und beim WST Classic 2023 zum ersten Mal ins Viertelfinale eines Weltranglistenturniers ein, verlor am Ende der Spielzeit 2023/24 jedoch erneut seinen Profistatus.
In der Bundesliga wurde Kleckers 2016 mit dem SC 147 Essen deutscher Mannschaftsmeister und wechselte anschließend zum 1. SC Mayen-Koblenz, mit dem er 2018, 2019 und 2023 erneut den Titel gewann. Seit der Saison 2023/24 spielt er beim BC Oberhausen.

## Karriere

### 2006–2014: Jugend und erste Erfolge
Kleckers begann im Alter von zehn Jahren mit dem Snookerspielen, nachdem er durch Fernsehübertragungen auf den Sport aufmerksam geworden war. Bereits 2008 erreichte er bei einem Turnier des German Grand Prix das Achtelfinale. Im Frühjahr 2010 wurde er Deutscher Meister der U16-Junioren. Im selben Jahr qualifizierte er sich erstmals für die deutsche Meisterschaft der Herren, bei der er jedoch in der Vorrunde ausschied. Im April 2011 schied er bei seiner ersten Teilnahme an der Junioren-Europameisterschaft in der Vorrunde aus. Bei der deutschen Jugendmeisterschaft gewann er 2011 die Bronzemedaille bei den U16-Junioren. Nachdem er Anfang 2011 beim German Grand Prix erstmals über die Runde der letzten 16 hinaus gekommen war, zog er beim Finalturnier der Turnierserie ins Finale ein, in dem er sich dem Neuseeländer Chris Mcbreen mit 2:3 geschlagen geben musste. Bei der deutschen Meisterschaft 2011 erreichte er das Viertelfinale und verlor mit 0:3 gegen Roman Dietzel. Bei der U21-EM 2012 erreichte er die Runde der letzten 32. Wenig später wurde er Deutscher Meister in den Altersklassen U16 und U21.
In der Saison 2012/13 nahm Kleckers erstmals an einem Turnier der Players Tour Championship teil; Er unterlag bei den Antwerp Open 2012 jedoch in der ersten Qualifikationsrunde dem Engländer Oliver Lines mit 0:4. Bei der U21-Europameisterschaft 2013 erreichte er das Viertelfinale und schied mit 3:4 gegen Duane Jones aus. Wenige Tage später gelang ihm im April 2013 bei der deutschen Jugendmeisterschaft die Titelverteidigung bei den U21-Junioren und der erstmalige Titelgewinn bei den U19-Junioren. Ende des Monats gewann er in München durch einen 4:2-Finalsieg gegen seinen Vereinskameraden Roman Dietzel zum ersten Mal ein Grand-Prix-Turnier.
In der Saison 2013/14 nahm Kleckers an den beiden in Deutschland ausgetragenen PTC-Turnieren teil. Nachdem er beim Paul Hunter Classic 2013 erst in der vierten Qualifikationsrunde gegen David Singh ausgeschieden war, verlor er bei den Ruhr Open in der zweiten Qualifikationsrunde gegen Ian Glover. Im Oktober 2013 wurde er durch einen 4:2-Sieg im Finale gegen Roman Dietzel Deutscher Meister der Herren. Einen Monat später nahm er zum ersten Mal an der Amateur-Weltmeisterschaft teil und erreichte die Runde der letzten 64. Nachdem er Anfang des Jahres zwei Grand-Prix-Turniere gewonnen hatte, erreichte er bei der U21-EM 2014 erneut das Viertelfinale. Kurz darauf wurde er zum dritten Mal in Folge Deutscher U21-Meister und Vizemeister der U19-Junioren. Im Sommer 2014 erreichte er das Viertelfinale der U21-Weltmeisterschaft und die Runde der letzten 64 bei der Herren-Europameisterschaft.

### 2014–2017: Internationale Erfolge als Amateur
In der folgenden Spielzeit trat Kleckers bei vier der sechs europäischen PTC-Turnieren an. Nach einer Auftaktniederlage beim Paul Hunter Classic 2014 verpasste er bei den Bulgarian Open 2014 nur knapp den Einzug in die Finalrunde, als er in der dritten und letzten Qualifikationsrunde mit 3:4 gegen Michael Williams verlor. Im November erreichte er bei der in Indien ausgetragenen Amateur-Weltmeisterschaft als einziger nicht aus England stammender Europäer das Achtelfinale. Da die WM zeitgleich mit der deutschen Meisterschaft stattfand, konnte er dort seinen Titel nicht verteidigen. Im Dezember qualifizierte sich Kleckers bei den Lisbon Open 2014 erstmals für die Hauptrunde eines PTC-Turniers. Nachdem er in der Qualifikation Adam Duffy besiegt hatte, schied er in der ersten Hauptrunde mit 1:4 gegen John Higgins aus. Auch bei den Gdynia Open 2015 zog er in die Runde der letzten 128 ein und verlor mit 0:4 gegen Mark Davis. Einen Monat später gelang ihm bei der U21-EM der Einzug ins Halbfinale. Nachdem er unter anderem Rhys Clark besiegt hatte, schied er dort jedoch mit 4:5 gegen den späteren Europameister Darryl Hill von der Isle of Man aus.
Im Frühjahr 2015 stellte der Snooker-Weltverband Plätze für die Qualifikation zur Weltmeisterschaft zur Verfügung, die die Veranstalter der europäischen PTC-Turniere an Nachwuchsspieler aus ihren Ländern vergeben konnten. Dadurch bekam auch Kleckers die Chance, am im April ausgetragenen Qualifikationsturnier teilzunehmen. Dort unterlag er in der ersten Runde dem Thailänder Noppon Saengkham mit 6:10, nachdem er nach der ersten Session noch mit 5:4 geführt hatte. Im Mai 2015 nahm er erstmals an der Q School teil, einem Qualifikationsturnier für die Main Tour. Er kam dort jedoch nicht über die dritte Runde hinaus und verpasste somit die Qualifikation für die Profiturnierserie. Einen Monat später erreichte Kleckers das Halbfinale der Europameisterschaft und schied gegen den Engländer Michael Wild aus. Beim World Cup 2015 bildete er gemeinsam mit Felix Frede das deutsche Team, das in der Vorrunde ausschied. Im Juli 2015 schied er bei der U21-WM in der Runde der letzten 64 aus. Wenige Tage später gelang es ihm erstmals, ein Hauptrundenspiel eines PTC-Turniers zu gewinnen: Er besiegte Anthony Hamilton in der ersten Runde der Riga Open mit 4:0, unterlag aber anschließend dem Schotten Stephen Maguire. Bei den fünf weiteren europäischen PTC-Turnieren der Saison 2015/16 schied er hingegen in der Vorrunde aus. Im November 2015 erreichte Kleckers als erster Deutscher das Halbfinale der Amateur-Weltmeisterschaft und verlor dieses mit 5:7 gegen den späteren Weltmeister Pankaj Advani.
Im Februar 2016 erreichte Kleckers das Viertelfinale der U21-Europameisterschaft. Bei der im Anschluss stattfindenden Herren-Europameisterschaft schied er hingegen in der Runde der letzten 64 gegen den späteren Europameister Jak Jones aus. Im März 2016 gewann er im Finale gegen Andreas Ploner zum fünften Mal einen German-Grand-Prix. Als bester deutscher Spieler der EBSA-Order-of-Merit wurde er 2016 erneut zur Qualifikation der Weltmeisterschaft eingeladen. Dort traf er in der ersten Runde auf den Engländer Rory McLeod, dem er nach einer zwischenzeitlichen 3:1-Führung jedoch mit 7:10 unterlag. Bei der Q School kam er 2016 erneut nicht über die dritte Runde hinaus. Kurz darauf zog er ins Finale der 6-Red-Europameisterschaft ein und unterlag dem Polen Mateusz Baranowski nur knapp mit 3:4. Im August 2016 schaffte er es als erster Deutscher ins Halbfinale der U21-Weltmeisterschaft, in dem er sich dem späteren Turniersieger Xu Si nach einer 2:0-Führung mit 2:5 geschlagen geben musste.
Nachdem er seine Teilnahme am Paul Hunter Classic 2016 aufgrund des zeitgleich stattfindenden U21-WM-Halbfinals absagen musste, nahm Kleckers in der Saison 2016/17 lediglich an einem Main-Tour-Turnier teil: Neben einigen anderen Amateuren wurde er als einziger Deutscher zur 6-Red World Championship 2016 in Bangkok eingeladen. Durch Vorrundensiege gegen Rod Lawler und Mohammed Shehab zog er in die Runde der letzten 32 ein, in der er mit 0:6 gegen Pankaj Advani verlor. Bei der Amateur-WM 2016 verlor Kleckers im Achtelfinale mit 4:5 gegen den späteren Weltmeister Soheil Vahedi. Bei der U21-Europameisterschaft 2017 schied er bereits in der Runde der letzten 32 aus.

### 2017/18: Erste Saison als Profi

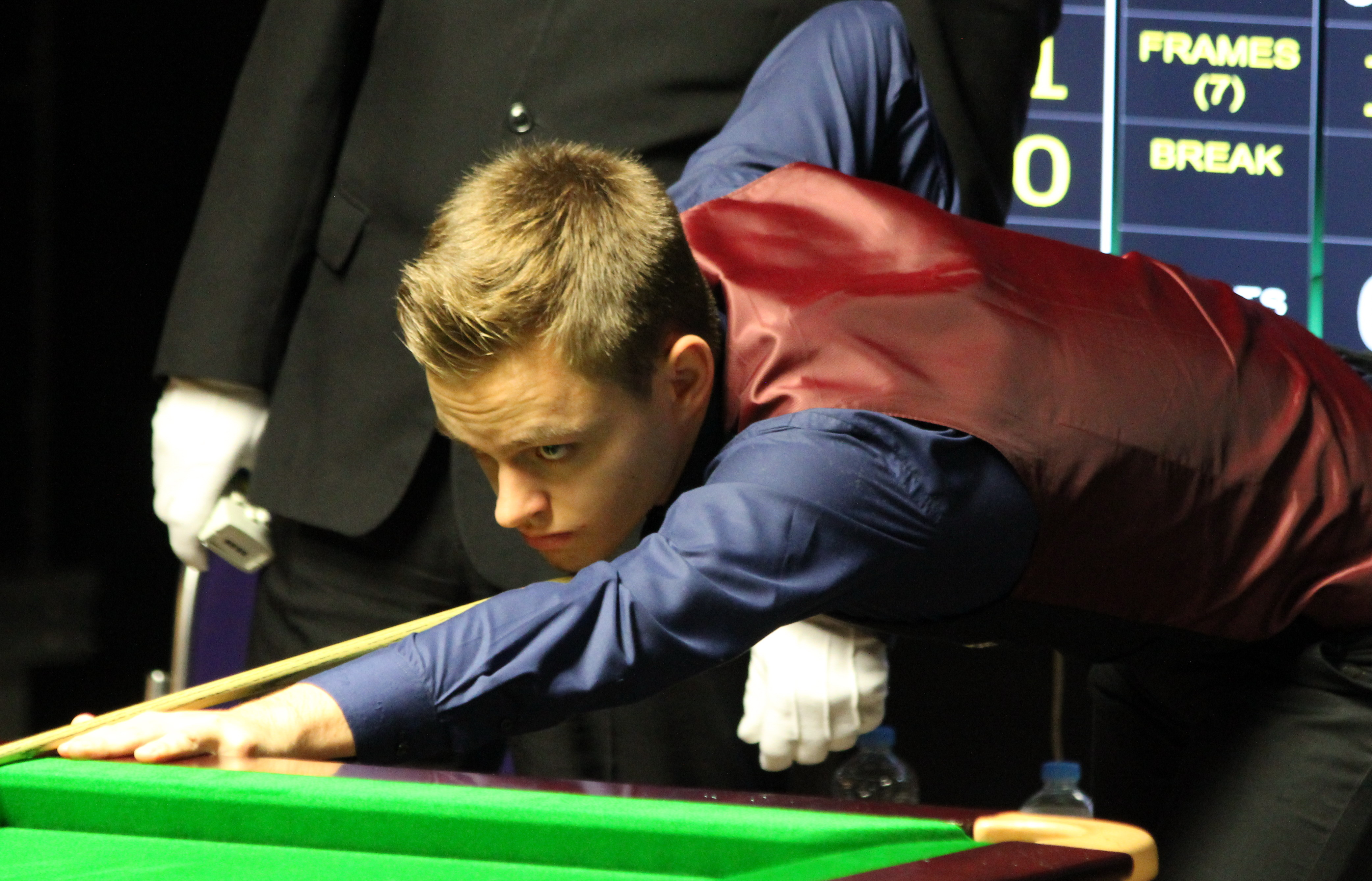
Lukas Kleckers 2017

Im Mai 2017 nahm Kleckers zum dritten Mal an der Q School teil, um sich für die Main Tour zu qualifizieren. Gleich im ersten Turnier gelang ihm der Durchmarsch bis ins Finale. Dort besiegte er den Ex-Profi Martin O’Donnell mit 4:1 und sicherte sich damit den Profistatus für die beiden folgenden Spielzeiten. Nach Lasse Münstermann und Patrick Einsle ist er der dritte Deutsche, dem die Qualifikation für die Main Tour gelang.
In seine erste Profisaison startete Kleckers mit einer Auftaktniederlage gegen Ben Woollaston in der Qualifikation zur China Championship. Zuvor hatte er die Endrunde des Riga Masters erreicht, weil sein Qualifikationsgegner nicht antrat. Beim Hauptturnier in der lettischen Hauptstadt besiegte er den Titelverteidiger Neil Robertson nach einem 2:3-Rückstand mit 4:3, bevor er in der Runde der letzten 32 mit 2:4 gegen Jack Lisowski ausschied. Die Partie gegen Robertson blieb in dieser Saison sein einziger Sieg bei einem Ranglistenturnier.
Bei den Indian Open verlor er sein Qualifikationsspiel mit 2:4 gegen Gary Wilson, bei den World Open mit 3:5 gegen Xiao Guodong. Auch beim European Masters 2017 verlor in der Qualifikationsrunde, diesmal mit 3:4 gegen Ryan Day. In der Ersten Runde der English Open 2017 verlor Kleckers mit 1:4 gegen den späteren Viertelfinalisten Michael White. Auch bei der International Championship blieb Kleckers erfolglos; er verlor in der Qualifikation mit 2:6 gegen Jack Lisowski. Mit einer 1:5-Niederlage gegen Stuart Bingham verlor er auch sein Qualifikationsspiel für das Shanghai Masters 2017. Bei den Northern Ireland Open 2017 verlor er in der ersten Runde gegen Ronnie O’Sullivan mit 2:4, wobei ihm im dritten Frame ein 137er Break gelang – das bisher höchste Break seiner Karriere. Es folgten Erstrundenniederlagen gegen Mark Allen (2:6) bei der UK Championship, gegen Joe Swail (0:4) bei den Scottish Open 2017 und gegen Tom Ford (2:5) beim German Masters 2018.
Anfang Januar 2018 gewann Kleckers in Rankweil mit einem 5:1-Finalsieg gegen den Österreicher Andreas Ploner das Amateurturnier 3 Kings Open. Auf der Main Tour musste er anschließend Erstrundenniederlagen gegen Gary Wilson (Snooker Shoot-Out), Nigel Bond (Welsh Open), Fang Xiongman (Gibraltar Open) und Chris Wakelin (China Open) hinnehmen. In der Qualifikation zur Weltmeisterschaft 2018 traf er auf Akani Songsermsawad. Gegen den Thailänder geriet Kleckers schnell mit 0:5 in Rückstand. Zwischenzeitlich verkürzte er noch zum 2:5 und 3:7, doch schließlich setzte sich Akani klar mit 4:10 durch. In der Weltrangliste beendete Kleckers die Spielzeit auf dem 129. Platz.

### 2018/19: Zweite Profisaison
Gleich zu Beginn der Saison 2018/19 konnte Kleckers in der Qualifikation zum Riga Masters 2018 den Schweizer Alexander Ursenbacher besiegen und qualifizierte sich damit für die Hauptrunde, wo er zunächst Robbie Williams mit 4:3 bezwang, sich dann aber in der Runde der letzten 32 gegen Mark King mit 2:4 geschlagen geben musste. Durch das gute Abschneiden erzielte er anschließend in der Weltrangliste mit Rang 95 seine bislang beste Platzierung. In der Qualifikation zu den World Open musste er sich dem amtierenden Weltmeister Mark Williams nur knapp mit 4:5 geschlagen geben. Beim Paul Hunter Classic in Fürth besiegte Kleckers die mehrfache Weltmeisterin Ng On Yee mit 4:1, bevor er in der zweiten Runde gegen Rod Lawler einen 0:3-Rückstand noch ausgleichen konnte, schließlich aber den Entscheidungsframe auf die letzte schwarze Kugel verlor. Bei den English Open 2018 gelangte er durch einen 4:1-Sieg gegen John Astley in die Runde der letzten 64, in der er dem Engländer Ricky Walden mit 0:4 unterlag. Anschließend musste Kleckers viermal in Folge eine Erstrundenniederlage hinnehmen. In der Qualifikation zum German Masters 2019 setzte er sich zunächst mit 5:2 gegen Hammad Miah durch, doch in der zweiten Qualifikationsrunde folgte eine 0:5-Niederlage gegen Judd Trump.
Im Februar 2019 erreichte Kleckers bei den Welsh Open sein bis dahin bestes Ergebnis bei einem vollwertigen Ranglistenturnier. Durch Siege gegen Peter Ebdon (4:0) und Thepchaiya Un-Nooh (4:3) erreichte er die Runde der letzten 32, in der er gegen Hossein Vafaei mit 1:0 und 2:1 in Führung ging. Schließlich musste er sich dem Iraner jedoch mit 2:4 geschlagen geben. Wenige Tage später kam er beim Snooker Shoot-Out erneut ins Sechzehntelfinale. Diesmal hatte er Jamie O’Neill und den früheren Weltmeister Ken Doherty besiegt, bevor er in der dritten Runde dem Chinesen Li Hang unterlag. Anschließend blieb Kleckers bis zum Saisonende sieglos. In der Qualifikation zur WM 2019 unterlag er in der ersten Runde dem Chinesen Yan Bingtao (3:10). Kleckers beendete die Saison auf dem 111.  Weltranglistenplatz und verlor somit seinen Profistatus auf der Main Tour.

### 2019/20: Erneute Qualifikation für die Main Tour
Nachdem er den Profistatus verloren hatte, versuchte Kleckers im Mai 2019 über die Q School auf die Main Tour zurückzugelangen. Beim ersten Turnier gelangte er ins Endspiel seiner Gruppe, verlor das entscheidende Spiel jedoch gegen Jamie O’Neill. Bei den beiden folgenden Turnieren (2, 3) schied er jeweils frühzeitig aus und verpasste somit die direkte Rückkehr auf die Profitour. Als Zehntplatzierter der Q-School-Rangliste konnte Kleckers jedoch in der Saison 2019/20 an einigen Profiturnieren teilnehmen.
Gleich zu Saisonbeginn gelangte er beim Riga Masters durch Siege gegen Riley Parsons und Zhang Anda in die Runde der letzten 32, in der er dem Chinesen Mei Xiwen unterlag. Beim European Masters 2020 besiegte er Xu Si, bevor er in der zweiten Qualifikationsrunde gegen Xiao Guodong ausschied. Anschließend musste er hingegen beim German Masters und beim Snooker Shoot-Out Auftaktniederlagen hinnehmen.
Auf Amateurebene gewann Kleckers 2019 durch einen 4:0-Finalsieg gegen Sascha Breuer die deutsche Meisterschaft im Six-Red-Snooker und im Endspiel gegen den Franzosen Brian Ochoiski (3:1) ein Turnier des German Grand Prix. Im November 2019 wurde er durch einen 4:0-Sieg im Finale gegen Robin Otto nach 2013 zum zweiten Mal deutscher Meister.
Im Januar 2020 gewann Kleckers durch einen 3:1-Finalsieg gegen den Waliser Tyler Rees das achte Turnier der Challenge Tour 2019/20. Daneben erreichte er bei den zehn Turnieren der Amateurserie viermal das Viertelfinale und dreimal das Halbfinale und belegte am Saisonende den zweiten Platz in der Serienrangliste, wodurch er sich für die Main-Tour-Saisons 2020/21 und 2021/22 qualifizierte.
Im Juli 2020 war er als einer von 34 Amateuren bei der Qualifikation zur Profiweltmeisterschaft spielberechtigt und erreichte durch die krankheitsbedingte Absage von Sydney Wilson die zweite Qualifikationsrunde, in der er dem Thailänder Akani Songsermsawad mit 2:6 unterlag.

### 2020/21: Dritte Profisaison
In die Saison 2020/21 startete Kleckers beim European Masters mit einem Sieg gegen Mark Joyce, auf den eine 1:5-Zweitrundenniederlage gegen den Weltranglistenersten Judd Trump folgte. Nachdem er bei den beiden folgenden Turnieren sieglos geblieben war, besiegte er bei den Northern Ireland Open Chang Bingyu (4:1) und den Weltranglistenvierten Mark Selby (4:0) und zog in die Runde der letzten 32 ein, in der er dem Chinesen Zhao Xintong mit 0:4 unterlag. Anschließend folgten bis zum Jahresende drei Auftaktniederlagen, darunter ein 3:4 gegen Mark Williams bei den Scottish Open und eine 0:5-Niederlage gegen Zhou Yuelong in der Qualifikation zum German Masters 2021.
Auch zu Beginn des Jahres 2021 blieb Kleckers sieglos, er verlor beim Snooker Shoot-Out, bei den Welsh Open und bei den Gibraltar Open in der ersten Runde. Im März hingegen gewann er bei der WST Pro Series 2021 sein Auftaktspiel gegen den Top-32-Spieler Matthew Selt, schied jedoch, da er sich in den darauffolgenden sechs Spielen lediglich gegen Daniel Womersley durchsetzen konnte, als Gruppensechster aus. Bei der WM-Qualifikation 2021 besiegte er im Erstrundenspiel Peter Devlin mit 6:1 und unterlag anschließend dem Schweizer Alexander Ursenbacher mit 2:6. Er beendete die Spielzeit in der Weltrangliste auf dem 113. Platz.

### 2021/22: Vierte Profisaison
Nachdem er zu Beginn der Saison 2021/22 bei der Championship League als Gruppendritter knapp ausgeschieden war, zog Kleckers im August 2021 bei den British Open durch Siege gegen Yan Bingtao, Louis Heathcote und Lee Walker als erster Deutscher ins Achtelfinale eines Ranglistenturniers ein, in dem er sich dem Chinesen Lu Ning mit 0:3 geschlagen geben musste. Anschließend blieb er bis zum Jahresende sieglos.
Anfang 2022 erreichte Kleckers beim Snooker Shoot-Out die Runde der letzten 32, in der er dem Amateur Billy Joe Castle unterlag. Bei den Welsh Open 2022 gelangte er durch einen Sieg gegen Michael Georgiou in die Runde der letzten 64, in der er gegen Ronnie O’Sullivan mit 2:4 verlor. Beim Turkish Masters setzte er sich in der Qualifikation gegen den Top-32-Spieler Gary Wilson mit 5:4 durch und musste sich in der ersten Hauptrunde Michael Holt mit 4:5 geschlagen geben. Bei der WM-Qualifikation 2022 besiegte Kleckers Soheil Vahedi (6:3) und Nigel Bond (6:1), bevor er in der dritten Runde dem Engländer Matthew Selt mit 5:6 unterlag.
Am Saisonende belegte Kleckers in der Weltrangliste den 83. Platz und verlor somit zunächst seinen Profistatus. Über die Q School sicherte er sich jedoch für zwei weitere Spielzeiten den Verbleib auf der Tour, als er beim dritten Turnier unter anderem Kurt Maflin besiegte und das Endspiel seiner Gruppe gegen Ross Muir mit 4:3 gewann.

### 2022/23: Fünfte Profisaison
In seine fünfte Profisaison startete Kleckers mit drei Niederlagen bei der Championship League. Bis zum Jahresende blieb er bei drei weiteren Turnieren sieglos, während er viermal ein Qualifikationsspiel gewann und nicht über die Runde der letzten 64 hinauskam.
Anfang Januar 2023 gewann Kleckers in der Qualifikation zur 6-Red World Championship drei Spiele, bevor er in der vorletzten Qualifikationsrunde dem Chinesen Zhang Anda unterlag. Nach einer Auftaktniederlage in der Qualifikation zu den Welsh Open erreichte er beim Snooker Shoot-Out die Runde der letzten 32. Im März 2023 zog Kleckers als erster Deutscher ins Viertelfinale eines Ranglistenturniers ein; beim WST Classic setzte er sich gegen Jimmy Robertson (4:3), Allan Taylor (4:0), Haydon Pinhey (4:2) und Jackson Page (4:0) durch, bevor er sich dem Engländer Gary Wilson mit 1:4 geschlagen geben musste. Bei der WM-Qualifikation musste er hingegen eine 8:10-Auftaktniederlage gegen Ashley Hugill hinnehmen.

### 2023/24: Sechste Profisaison
Zu Beginn seiner sechsten Profispielzeit gewann Kleckers bei der Championship League eines seiner drei Vorrundenspiele und schied als Gruppendritter aus. Während er anschließend in der ersten Saisonhälfte bei vier Turnieren Auftaktniederlagen hinnehmen musste, erreichte er viermal die Runde der letzten 64, wobei er bei den Northern Ireland Open mit 143 Punkten sein bislang höchstes Break auf der Profitour erzielte und sich beim Snooker Shoot-Out gegen den ehemaligen Weltmeister Stuart Bingham durchsetzte. Lediglich bei der UK Championship 2023 gelang ihm mehr als ein Sieg; nachdem er gegen Rod Lawler und Ryan Day gewonnen hatte, musste er sich in der entscheidenden Qualifikationsrunde dem Engländer Ben Woollaston mit 1:5 geschlagen geben.
Nach Auftaktniederlagen beim German Masters 2024 und bei den Welsh Open 2024 besiegte Kleckers bei den World Open 2024 den Top-16-Spieler Jack Lisowski und unterlag in der Runde der letzten 64 nur knapp dem Waliser Dominic Dale (4:5). Bei der WM-Qualifikation 2024 gewann er gegen Allan Taylor (10:9) und musste sich in der dritten Runde dem Engländer Chris Wakelin mit 5:10 geschlagen geben. In der Weltrangliste beendete er die Saison auf dem 76. Platz. Er verlor somit erneut den Profistatus und trat anschließend nicht erneut in der Q School an, um ihn zurückzuerlangen.

### Seit 2024: Weitere Karriere
Nach dem Erneuten Ausscheiden aus der Profitour trat Kleckers nur noch vereinzelt bei Turnieren an. So gelangte er einmal ins Halbfinale beim German Grand Prix und zog im September 2024 beim Finalturnier der German Snooker Tour, das er im Vorjahr mit 2:0 gegen Richard Wienold gewonnen hatte, erneut ins Endspiel ein und unterlag dem Ukrainer Mychajlo Larkow.

## Mannschaftskarriere
Ab 2009 spielte Kleckers beim SC 147 Essen, mit dem er 2010 in die 2. Bundesliga und 2011 in die 1. Bundesliga aufstieg. 2013 und 2015 wurde er mit den Essenern Vizemeister, 2016 deutscher Meister. Im Sommer 2016 wechselte er zum Bundesligaaufsteiger 1. SC Mayen-Koblenz, mit dem er in seiner ersten Spielzeit Vizemeister wurde. Im Mai 2017 erklärte die Deutsche Billard-Union, dass Kleckers aufgrund der Qualifikation für die Main Tour ab der Saison 2017/18 nicht mehr in der Bundesliga spielberechtigt sein würde. Seine Meldung wurde aber schließlich doch akzeptiert. Anschließend wurde Kleckers mit den Koblenzern 2018, 2019 und 2023 deutscher Meister und 2020 sowie 2022 Vizemeister. Zur Saison 2023/24 wechselte er zum BC Oberhausen, mit dem er 2024 deutscher Vizemeister wurde.

## Erfolge
Amateurturniere
| Ergebnis | Jahr    | Turnier                        | Finalgegner        | Endstand |
| -------- | ------- | ------------------------------ | ------------------ | -------- |
| Sieger   | 2010    | Deutsche U16-Meisterschaft     | Pawel Leyk         | 3:0      |
| Sieger   | 2012    | Deutsche U16-Meisterschaft     | Simon Lichtenberg  | 3:1      |
| Sieger   | 2012    | Deutsche U21-Meisterschaft     | Kevin Malz         | 4:3      |
| Sieger   | 2013    | Deutsche U19-Meisterschaft     | Michael Schnabel   | 3:0      |
| Sieger   | 2013    | Deutsche U21-Meisterschaft     | Simon Lichtenberg  | 4:2      |
| Sieger   | 2013    | Deutsche Meisterschaft         | Roman Dietzel      | 4:2      |
| Sieger   | 2014    | Deutsche U21-Meisterschaft     | Nino Andreuzzi     | 4:0      |
| Finalist | 2016    | Europameisterschaft (6-Red)    | Mateusz Baranowski | 3:4      |
| Sieger   | 2016    | Deutsche Meisterschaft (6-Red) | Robin Otto         | 4:0      |
| Sieger   | 2017/1  | Q School                       | Martin O’Donnell   | 4:1      |
| Sieger   | 2018    | 3 Kings Open                   | Andreas Ploner     | 5:1      |
| Sieger   | 2019    | Deutsche Meisterschaft (6-Red) | Sascha Breuer      | 4:2      |
| Sieger   | 2019    | Deutsche Meisterschaft         | Robin Otto         | 4:0      |
| Sieger   | 2019/20 | Challenge Tour – Event 8       | Tyler Rees         | 3:1      |
| Sieger   | 2021    | German Grand Prix – Event 2    | Omar Alkojah       | 4:3      |
| Sieger   | 2022/3  | Q School                       | Ross Muir          | 4:3      |
| Sieger   | 2022    | German Grand Prix – Event 1    | Omar Alkojah       | 3:2      |
| Sieger   | 2023    | German Grand Prix – Event 3    | Umut Dikme         | 4:2      |
| Finalist | 2023    | Vienna Open                    | Florian Nüßle      | 0:5      |
| Sieger   | 2023    | German Snooker Tour – Finale   | Richard Wienold    | 2:0      |
| Finalist | 2024    | German Snooker Tour – Finale   | Mychajlo Larkow    | 0:1      |

Mannschaftserfolge
- Deutscher Mannschaftsmeister: 2016, 2018, 2019, 2023

## Saisonübersicht
| Weltrangliste WRL | AP EP |

| – ET |
| – ET |

| R1   |
| – ET |

| R1   |
| – ET |

| R1   |
| – ET |

| R1   |
| – ET |

| –    |
| – ET |

| Legende | Legende                               |
| ------- | ------------------------------------- |
| S       | Sieger                                |
| F       | Finalist                              |
| HF      | Halbfinalist                          |
| VF      | Viertelfinalist                       |
| AF      | Achtelfinalist                        |
| LX      | Niederlage in der Runde der letzten X |
| RX      | Niederlage in Runde X                 |
| WR      | Niederlage in der Wildcardrunde       |
| QR      | Niederlage in der Qualifikation       |
| NQ      | Nicht qualifiziert                    |
| –       | nicht teilgenommen                    |
| –       | keine Weltranglistenplatzierung       |
| n. a.   | nicht ausgetragen                     |
| k. R.   | keine Rangliste                       |
| TS / TN | Turniersiege / Teilnahmen             |
| AP      | Ranglistenposition am Saisonbeginn    |
| EP      | Ranglistenposition am Saisonende      |

## Sonstiges
Kleckers finanziert seine Karriere unter anderem durch Crowdfunding. Die erste Crowdfunding-Aktion startete er im Sommer 2014 für einen Trainingsaufenthalt in der Snooker Academy in Sheffield.
Kleckers studiert Maschinenbau in Bochum und spielt Tischtennis beim TV Essen-Kupferdreh.